# Eriauchenus andrianampoinimerina
Espèce
Synonymes
- Eriauchenius andrianampoinimerina Wood & Scharff, 2018

Eriauchenus andrianampoinimerina est une espèce d'araignées aranéomorphes de la famille des Archaeidae.

## Distribution
Cette espèce est endémique de Madagascar. Elle se rencontre dans les régions d'Analanjirofo et de Sava.

## Description
Le mâle holotype mesure 4,32 mm et la femelle paratype 4,17 mm.

## Étymologie
Cette espèce est nommée en l'honneur d'Andrianampoinimerina.

## Publication originale
- Wood & Scharff, 2018 : « A review of the Madagascan pelican spiders of the genera Eriauchenius O. Pickard-Cambridge, 1881 and Madagascarchaea gen. n. (Araneae, Archaeidae). » ZooKeys, no 727, p. 1-96.